# سياه سياه خسروي (مقاطعة إسلام آباد غرب)
سياه‌سياه‌خسروي (بالفارسية: سیاه‌سیاه‌خسروی) هي قرية تقع في قسم حومة الجنوبي الريفي (مقاطعة إسلام آباد غرب) في إيران. يقدر عدد سكانها بـ 74 نسمة بحسب إحصاء 2016.